# Victoria Justice
Victora Dawn Justice, ameriška filmska igralka, pevka in fotomodel, * 19. februar 1993,Hollywood, Florida.
Njena najslavnejša vloga je vloga Lole Martinez v nadaljevanki Zoey101. Igrala je v celovečernem filmu The Kings of Appletown, poleg tega pa je zapela tudi različico znane pesmi A Thousand Miles.

## Igranje
Victoria je nazadnje igrala v filmu Spectacular!. Igrala je iskreno dekle, ki naj na račun svojega uspeha ne bi ničesar dobilo. Pravtako je igrala Lolo Martinez v Zoey101. Njen lik je bila vesela igralka, ki se hitro spoprijatelji z drugimi PCA študenti, na primer z Zoey Brooks (Jamie Lynn Spears), Nicole Britshow (Alexa Nikolas) in Quin Pensky (Erin Sanders). Zaigrala je tudi v enem izmed delov nadaljevanke Paglavca v hotelu. Igrala je deklico po imenu Rebecca, ki je prišla na lepotno tekmovanje. Pojavila se je tudi v WBs TV oddaje, Midve z mamo, Everwood in na naslovnici American Girls Magazine v juniju/juliju 2006. Pojavila se je v oglasih za unije Bay in Bratz oblačila. Leta 2008 je posnela videospot skupaj z Puerto Rican boy band. Zdaj je eden izmed modelov za Super Models Unlimited.

## Osebno življenje
Victoria Justice je bila rojena v Hollywoodu 19. februarja 1993. Po mamini strani so njene korenine Puerto Rican in irske, po očetovi pa nemške, angleške in francoske.

## Filmografija
| Filmi                         | Filmi                        | Filmi           | Filmi                                         |
| Leto                          | Film                         | Vloga           | Opombe                                        |
| ----------------------------- | ---------------------------- | --------------- | --------------------------------------------- |
| 2005                          | Mary                         | Stella          |                                               |
| 2005                          | When Do We Eat?              | Young Nikki     |                                               |
| 2006                          | The Garden                   | Holly           |                                               |
| 2006                          | Unknown                      | Daughter        |                                               |
| 2009                          | The Kings of Appletown       | Betsy           | Lead Role                                     |
| Filmi za televizijo ali video |                              |                 |                                               |
| Leto                          | Naslov                       | Vloga           | Kanal                                         |
| 2005                          | Srebrni zvonovi              | Rose            | CBS                                           |
| 2009                          | Spectakular!                 | Tammi           | Nickelodeon                                   |
| Televizijske serije           |                              |                 |                                               |
| Leto                          | Naslov                       | Vloga           | Opombe                                        |
| 2005–2008                     | Zoey101                      | Lola Martinez   | (Sezone 2-4)                                  |
| 2009                          | Untitled Nickelodeon Project | TBA             |                                               |
| Televizijski pojavi           |                              |                 |                                               |
| Leto                          | Naslov                       | Vloga           | Epizoda(e)                                    |
| 2003                          | Midve z mamo                 | Jill #2         | »The Hobbit, the Sofa and Digger Stiles«      |
| 2005                          | Paglavca v hotelu            | Rebecca         | »The Fairest of Them All«                     |
| 2006                          | Mestece za vedno             | Thalia Thompson | »Enjoy the Ride«                              |
| 2009                          | The Naked Brothers Band      | Ona             | »Valentine's Dream Date]]« & »The Premiere]]« |
| 2009                          | iCarly                       | Shelby Marx     | »iFight Shelby Marx«                          |
| 2009                          | True Jackson: VP             | Unknown         | »Unknown«                                     |